# Vlada Ralko
Vlada Ralko (ukrajinsky Влада Ралко, * 3. ledna 1969 Kyjev) je ukrajinská expresionistická malířka, spisovatelka a básnířka, která používá tradiční umělecké žánry, malbu a kresbu. Její dílo často nastoluje otázky identity a příslušné společenské a politické souvislosti. Je autorkou vědeckých textů, poezie, esejů a kritických článků o umění a jeho propojení s filozofií a politikou. Vystavovala po celé Ukrajině i ve světě. Od roku 1994 je členkou Národního svazu ukrajinských umělců a v roce 2019 se stala laureátkou ceny OSN Women in Arts.

## Biografie
Vlada Ralko se narodila v roce 1969 v Kyjevě v Ukrajinské SSR. Rodiče ji od dětství podporovali v její zálibě malovat. V roce 1987 absolvovala uměleckou školu Tarase Ševčenka a v roce 1994 získala diplom na Národní akademii výtvarného umění a architektury v Kyjevě. Od téhož roku je členem Národního svazu umělců Ukrajiny.
Ralko používá tradiční umělecké žánry, malbu a kresbu. Její tvorba zahrnuje figurální malbu i krajinomalbu a její díla jsou rozpoznatelná podle agresivních barev a expresivního způsobu malby s naléhavými formami a vizuální otevřeností. Ve svých krajinách pracuje s tělesností, voda a břehy jsou hmotné a bohaté a zdánlivě rozervané mezi mnoha významy. Ačkoli jsou její přírodní scény často zdánlivě klidné a idylické, obsahují hlubší úzkost a napětí, které odrážejí rozhraní mezi vnější a „vnitřní“ krajinou.
V pracích o lidském těle se zaměřuje na to, co se s ním a v něm děje, co se může stát a co není běžným okem vidět, co se skrývá nejen pod oblečením a kůží, ale i pod obyčejnými úhly pohledu, stereotypy a standardy. Ve svých dílech se autorka často zabývá otázkami identity a společenskými a politickými souvislostmi a proniká do existenciálních hlubin bolesti a utrpení v kolektivním těle. Je autorkou vědeckých textů, poezie, esejů a kritických článků o umění a jeho propojení s filozofií a politikou.
Velký zájem vzbudila v roce 2002 její výstava s názvem „Čínský erotický deník“. Představila zde kresby kuličkovým perem, kvašové malby a akvarely na malých listech papíru. Jednalo se o autorčiny dojmy z Číny, kam odjela navštívit svého manžela, výtvarníka Volodymyra Budnikova, který v Chu-čou vyučoval malbu. Forma „deníku v obrazech“ zaujala svou intimitou a programovou komorností. Tímto cyklem Ralko nastínila hlavní téma a rysy své tvorby, především autobiografičnost, hlavní postavou děl je ona sama.
Během několika měsíců osudové zimy 2013–2014 namalovala Ralko deník, v němž zdokumentovala události Euromajdanu. „Kyjevský deník“, vytvořený kuličkovým perem a akvarely, se skládá z emotivních zápletek, které zachycují každodenní život na barikádách, tragiku hrdinských smrtí a obsahují hluboký filozofický podtext a kulturologické narážky. Formát deníku umožnil autorce zaznamenávat dění za pochodu, být očitým svědkem událostí, vystupovat jako jeden ze strážců paměti důležitého historického okamžiku a jeho bezprostředního emocionálního vnímání. Kreslení deníku Ralko definovala jako součást občanské povinnosti s ohledem na to, že události takového významu a závažnosti se nesmí ztratit, přehlédnout či zapomenout. Vedle dokumentárních skic naplněných osobním emocionálním obsahem Ralko v tomto cyklu opakovaně odkazuje na etno-národní a folklorní motivy a obrazy (panenka motanka, kozák Mamaj). Vytahování těchto hlubokých obrazů na povrch je spjato s aktualizací otázky vlastních kořenů a zdrojů, které pomáhají lidem nalézt ve složitých chvílích vlastní identitu.
V roce 2022, kdy po zahájení ruské agrese proti Ukrajině našla útočiště ve Lvově, začala pracovat na sérii „Lvovský deník“. Deník zahrnuje více než 1 000 stran a Ralko jej nadále doplňuje. Kresby na papíře zobrazují části těl, lebky a otevřené rány. Kromě toho jsou do deníku zakomponovány křesťanské symboly, jako je holubice míru nebo Ježíš na kříži. Autorka si pohrává s formálními paralelami – kříž symbolizuje nejen křesťanskou víru, ale také mezinárodní hnutí Červeného kříže. Kříž v tomto cyklu nicméně představuje také zvláštní typ ruské bomby, která svým tvarem kříž připomíná.

Reakcí na ruskou agresivní válku je i projekt „Politická anatomie“, na němž spolupracuje s Volodymyrem Budnikovem. Zahajovací výstava se konala na jaře 2023 v Městské galerii Arsenał v polské Poznani. Projekt dále doplňují přednášky a plánovaná je také publikace.
| „ | V mých dřívějších pracích bylo fragmentované tělo spíše metaforou podobnou citátu nebo vybranému detailu, který měl umocnit umělecký výraz. Od začátku Majdanu a ruské vojenské agrese na Ukrajině se však pro mě neúplná lidská postava proměnila z metafory v jakousi dokumentaci těla zraněného a pokřiveného válkou. | “ |

Od roku 2022, kdy Rusko naplno vtrhlo na Ukrajinu, žije a pracuje převážně v Kyjevě a Berlíně.

## Ocenění a výstavy
Ralko získala cenu na Celoukrajinském trienále malby (2001) a stipendium na CCN Graz (2007). Účastnila se řady autorských výstav současného umění na Ukrajině i v zahraničí, včetně osobních projektů na výstavách Art-Kyiv 2007, Art-Moscow 2007, Art-Kyiv 2008, Art-Kyiv 2009, Art- Kyiv 2010, Art-Kyiv 2011. Vystavovala také na SCOPE Art Show v Miami Beach, v Lincolnově centru v New Yorku, na veletrhu umění v Dallasu a v galeriích Rebellminds Gallery (Berlín), Kunstlerhous (Vídeň), Saatchi Gallery (Londýn). Společně s Volodymyrem Budnikovem vystavovali v Berlíně, Praze, Paříži, Bělostoku a Poznani. V roce 2019 se stala laureátkou ceny OSN Women in Arts.